# جف پاپ
جف پاپ (به انگلیسی: Jeff Pope) فیلم‌نامه‌نویس انگلیسی است.
از فیلم‌های معروف او می‌توان به بازی در فیلم ناله مار سیاه اشاره کرد.